# Exercices militaires des Marocains
Exercices militaires des Marocains est un tableau orientaliste à l'huile sur toile du peintre français Eugène Delacroix, daté et signé de 1832, et conservé au Musée Fabre à Montpellier. Il représente une charge de fantasia.

## Réalisation

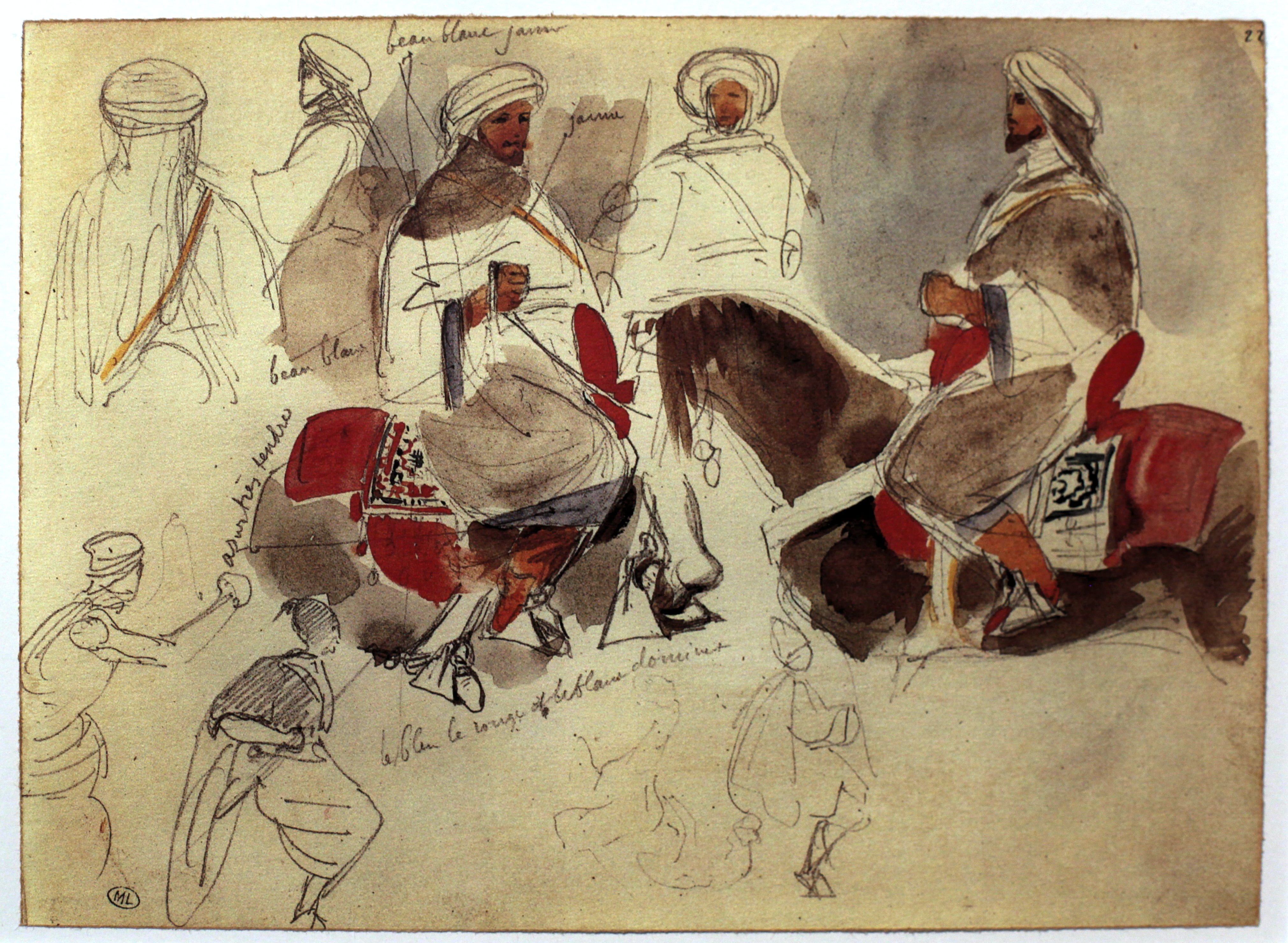
Étude de cavaliers marocains dans le carnet de voyage d'Eugène Delacroix.

Delacroix s'inspire d'une fantasia à laquelle il a assisté durant son voyage diplomatique entre Tanger et Meknès du 6 au 15 mars 1832. Il prend de nombreuses notes dans son carnet à ce sujet, entre autres à propos du désordre, de la poussière, et des bras retroussés dans l'élan. Delacroix réalise cinq peintures, dont une aquarelle, sur ce thème, de 1832 à 1847. Il réalise la version de 1832 après son retour à Paris.

## Description
Une aquarelle préparatoire montre un groupe compact de cavaliers chargeant vers la gauche, avec en arrière-plan l'une des portes fortifiées de Meknès. Le tableau à l'huile de 1832 montre un groupe de cavaliers galopant vers la droite, sur fond de paysage de plaine sans élément d'architecture.

## Parcours du tableau
Eugène Delacroix offre Exercices militaires des Marocains au comte de Mornay, qui met le tableau en vente sans en avertir le peintre. Le collectionneur Alfred Bruyas l'acquiert ensuite, puis le lègue au musée Fabre en 1868.